# كورت هيرمان
كورت هيرمان (بالألمانية: Curt Herrmann)‏ هو رسام ألماني، ولد في 1 فبراير 1854 في مرسيبورغ في ألمانيا، وتوفي في 13 سبتمبر 1929 في إرلنغن في ألمانيا.

## معرض صور

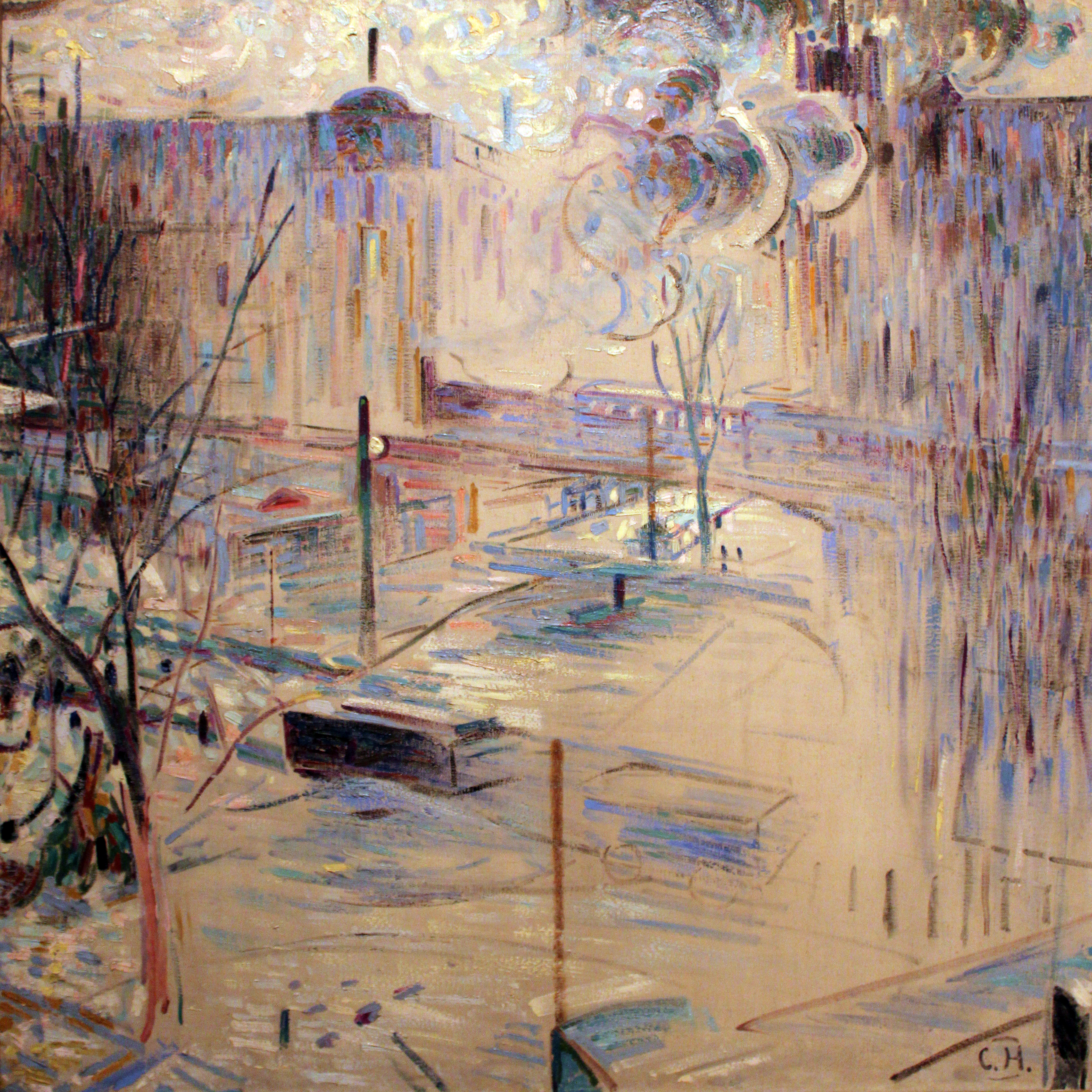
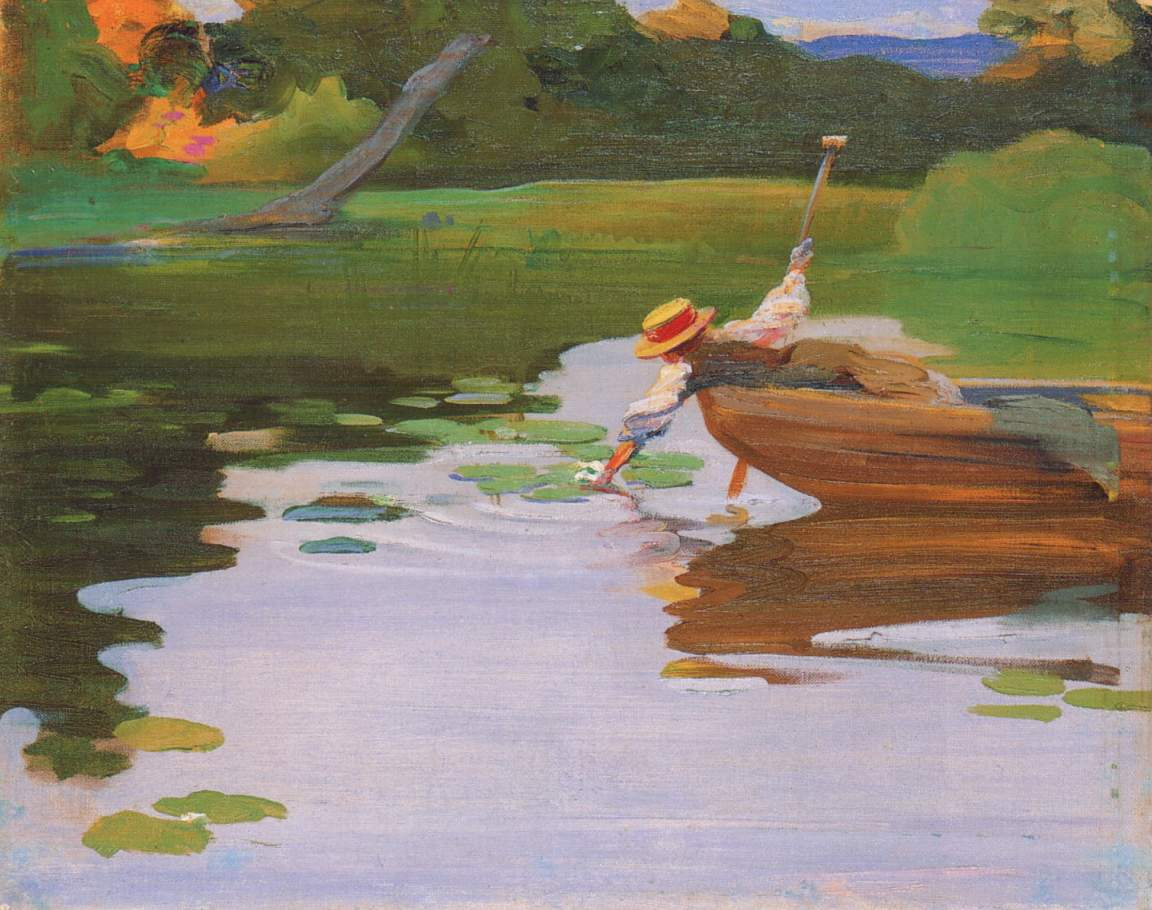
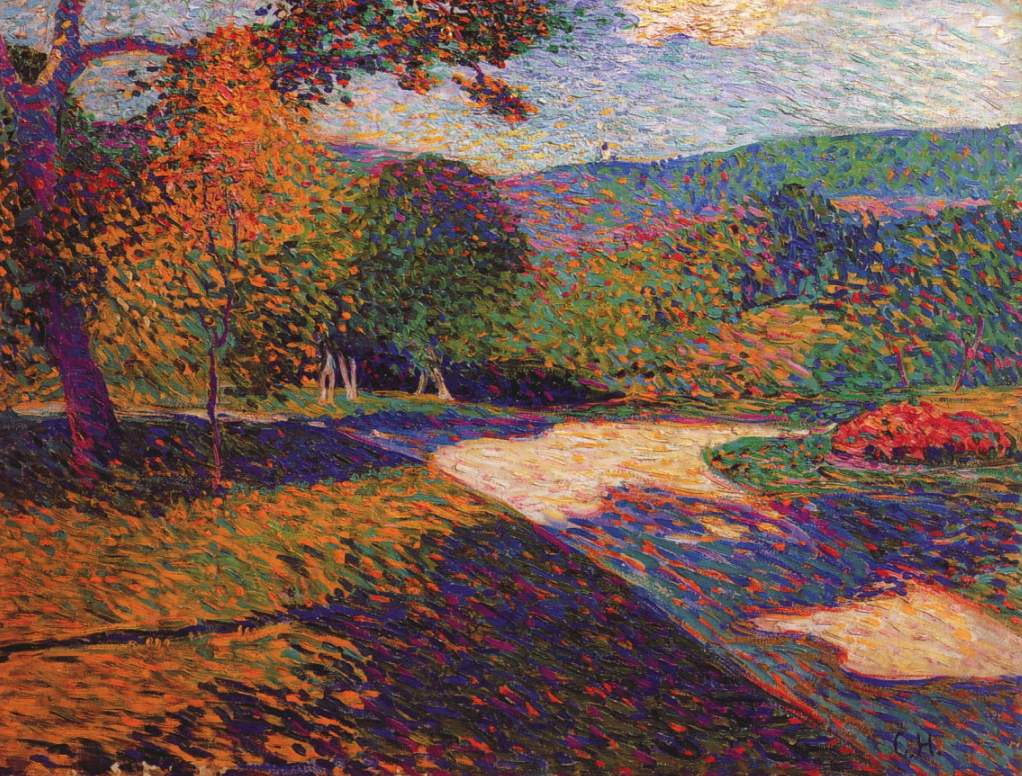
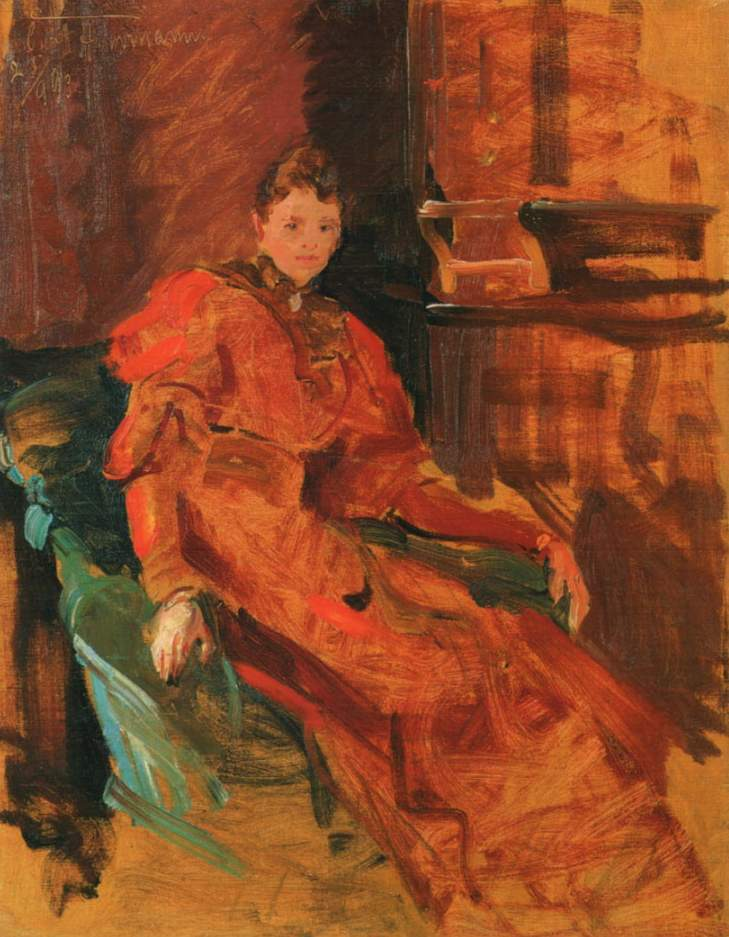